# オシダ
オシダ（学名：Dryopteris crassirhizoma）は、シダ植物門オシダ科のシダ植物。

## 概要
北海道、本州、四国の落葉樹林に広く分布する夏緑性のシダ。四国、西日本では、比較的まれ。主に山地帯や亜高山帯の林床に生育する。低地では、空中湿度が高いスギ林に好出する。

## 形態
根茎は太くて短く、直立しており、60から150センチメートルほどの大きな2回羽状複葉を漏斗状につける。鱗片は長卵形から線形で、光沢のある明褐色をしており、中軸や葉柄にも密につく。葉柄は短い。羽片は狭披針形で先がとがっており、裂片は狭長楕円形で先が丸くなっている。胞子嚢群は裂片の中脈の両側に並び、包膜は円腎形である。胞子は二面体型で、個体差はあるものの、9月から10月に熟し、胞子嚢が裂開する。

## 利用
園芸植物として利用され、王立園芸協会からガーデン・メリット賞を受賞した。
また、薬用植物として利用されることもある。かつてはオシダの根茎を「綿馬根（めんまこん）」と呼び、生薬として用いたとされており、駆虫作用があったとされる。日本薬局方の初版にも、「綿馬」として記載がある。ただし、当時から和名と種の対応に混乱があり、日本薬局方初版ではAspidium filix-masが綿馬であるとされているが、この学名は本種とは別種であるセイヨウオシダの学名のシノニムであり、今日でいうオシダと同種だったかどうかは定かでない。また、オシダの根茎は「貫衆」と呼ばれることもあるが、貫衆とはヤブソテツの中国名であり、こちらも同様に今日でいうオシダが用いられていたかどうかは定かでない。
なお、2023年現在で現行の日本薬局方第18版の医薬品各条生薬には、「綿馬」も「貫衆」も記載されていない。
オシダから単離されたアシルフロログルシノール（フラバスピジン酸類）はin vitroで抗菌作用と脂肪酸合成酵素阻害作用を示す。また、別の含有成分であるsutchuenoside Aとケンペリトリンはin vivoで抗寄生虫活性を示す。

## 雑種
オシダは、同じオシダ属の様々なシダと雑種を作ると推定されており、以下のような雑種がある。
- フジクマワラビ（D.×fujipedis Sa.Kurata） - クマワラビとの雑種[11]
- ネイチワラビ（D.×neichii Nakaike） - シラネワラビとの雑種[12]
- タニオシダ（D.×rokunohensis Nakaike） - タニヘゴとの雑種[13]
- ミヤマオシダ（D.×tohokuensis Nakaike） - ミヤマベニシダとの雑種[14]
- クマオシダ（D.×tokudae Sugim.） - ミヤマクマワラビとの雑種[15]
- フジオシダ（D.×watanabei Sa.Kurata） - オクマワラビとの雑種[16]
- イノウエシダ（D.×yasuhikoana Sa.Kurata） - オオクジャクシダとの雑種[17]

胞子が不稔性であれば、可能性がある。